# EDP Brasil
EDP Brasil est une société holding brésilienne du secteur de l'électricité et en est l'une des plus grandes du secteur de service public d'électricité du pays.
Fondée en 1996 à São Paulo, EDP Brasil est une filiale d'EDP - Energias de Portugal au Brésil.  
La société possède des investissements dans le secteur de l'énergie, des actifs de production, de distribution, de transport et de commercialisation dans onze États : São Paulo, Espírito Santo, Minas Gerais, Mato Grosso do Sul, Tocantins, Amapá, Pará, Maranhão, Ceará, Santa Catarina et Rio Grande de le sud. La capacité installée actuelle est de 2,9 GW et 24,7 TWh d'énergie distribuée.

## Distribution d'énergie
Dans la distribution, le groupe contrôle entièrement EDP São Paulo, avec des opérations dans 28 municipalités, qui comprennent l'Alto Tietê et une partie de la vallée de Paraíba et la côte nord et EDP Espírito Santo, qui dessert 70 des 78 municipalités d'Espírito Santo, totalisant 3,4 millions de clients dans les deux États.

## Production d'énergie
Dans le segment des énergies renouvelables, la société exploite des centrales éoliennes et hydroélectriques d'une capacité de production installée de 2,381 MW.
Dans la production d'énergie, le groupe participe aux projets suivants :
- HPP de Santo Antônio do Jari (AP / PA)
- Peixe Angical HPP (TO)
- HPP Luís Eduardo Magalhães (TO)
- Mascarenhas HPP (ES)
- HPP de Cachoeira Caldeirão (AP / PA)
- HPP de São Manoel (MT / PA)
- Pecém I TPP (CE)

## Voir également
- Enel Distribution São Paulo
- CPFL
- ISA CTEEP